# بيلي واتارا
بيلي واتارا (بالفرنسية: Billy Yakuba Ouattara)‏ مواليد 24 يناير 1992 في غانا، هو لاعب كرة سلة فرنسي. بدأ مسيرته الاحترافية في سنة 2012. يحمل الرقم 24. يبلغ طوله 6 قدم 3 بوصة (1.9 م). لعب مع إلان شالون ونادي موناكو لكرة السلة في الدوري الفرنسي لكرة السلة الدرجة الأولى.

## روابط خارجية
- بيلي واتارا على موقع الدوري الأوروبي لكرة السلة (الإنجليزية)
- بيلي واتارا على موقع سبورتس رفرنس (الإنجليزية)
- بيلي واتارا على موقع الدوري الإسباني لكرة السلة (الإسبانية)
- بيلي واتارا على موقع كرة السلة الأوروبية.كوم (الإنجليزية)
- بيلي واتارا على موقع إي إس بي إن.كوم (الإنجليزية)
- بيلي واتارا على موقع ريلجم (الإنجليزية)
- بيلي واتارا على موقع بروبوليرز (الإنجليزية)
- بيلي واتارا على موقع سبورتس رفرنس (الإنجليزية)
- بيلي واتارا على موقع سبورتس رفرنس (الإنجليزية)